# Puyehue (commune)
Pour les articles homonymes, voir Puyehue.
Puyehue est une commune du Chili située dans la province d'Osorno, elle-même rattachée à la région des Lacs.

## Géographie
La commune de Puyehue est située au sud de la Vallée Centrale du Chili et au bord du lac Llanquihue. Frutillar se trouve à 821 kilomètres à vol d'oiseau au sud de la capitale Santiago et à 94 kilomètres au nord de Puerto Montt capitale de la Région des Lacs.

## Démographie
En 2012, la population de la commune s'élevait à 10 979 habitants. La superficie de la commune est de 1 598 km2 (densité de 7 hab./km2).

Position de Puyehue (en rouge) au sein de la Région des Lacs.